# Sjöberg Prize
Der Sjöberg Prize (Sjöbergpriset) ist eine Auszeichnung, die die Königlich Schwedische Akademie der Wissenschaften im Auftrag der Sjöberg-Stiftung seit 2017 für wissenschaftliche Forschungen auf dem Gebiet der Krebsforschung vergibt. Der Preis ist mit 100.000 US-Dollar für den oder die Preisträger persönlich und 900.000 US-Dollar Forschungsförderung dotiert.
Die Sjöberg-Stiftung (Sjöbergsiftelsen) geht auf den schwedischen Logistik-Unternehmer Bengt Sjöberg zurück, der 2016 an Lungenkrebs erkrankt war und Anfang 2017 an der Erkrankung starb. Sjöberg hatte mit dem Verkauf von Svenska Godsbilcentraler an Danzas und Asia Pacific Cargo an Nippon Express ein Vermögen gemacht. Sein Anteil am Stiftungsvermögen betrug zwei Milliarden Schwedische Kronen (etwa 200 Millionen Euro). Die Sjöberg-Stiftung konzentriert sich auf Krebsforschung, weitere satzungsgemäße Tätigkeitsfelder sind die Gesundheitsforschung und die Umweltforschung, in geringerem Maße auch gemeinnützige Zwecke auf den Gebieten Gesundheit und Umwelt.

## Preisträger
Jeweils mit Begründung:
- 2017 James P. Allison, Tony Hunter, “for pioneering studies of cellular processes which led to the development of new effective cancer drugs.”
- 2018 Zhu Chen, Anne Dejean, Hugues de Thé, “for the clarification of molecular mechanisms and the development of a revolutionary treatment for acute promyelocytic leukaemia.”
- 2019 Dennis Slamon, Brian Druker. “The two researchers have developed entirely new ways of beating cancer and have been revolutionary in the development of targeted treatments that improve the prognosis for, and survival of, thousands of patients.”
- 2020 Michael N. Hall, David Sabatini, “for their discovery of mTOR and its role in the control of cell metabolism and growth.”
- 2021 Benjamin L. Ebert, “for his research into how lenalidomide works as a treatment for blood cancer.”
- 2022 Arul M. Chinnaiyan, “for the discovery of recurrent gene fusions in prostate cancer.”
- 2023 Kevan M. Shokat, “for discoveries that enable the inhibition of mutated K-Ras in cancer treatment.”
- 2024 Catherine J. Wu, “for her work”, “personalised vaccines to treat cancer.”
- 2025 Miriam Merad, “for discoveries identifying the origin of myeloid cell subtypes and elucidating how they modulate antitumour immunity.”